# جورجينا مورغان
جورجينا مورغان (بالإنجليزية: Georgina Morgan)‏ هي لاعب هوكي الحقل أسترالية، ولدت في 15 مايو 1993 في آرمدال في أستراليا.

## وصلات خارجية
- جورجينا مورغان على موقع الاتحاد الدولي للهوكي (الإنجليزية)
- جورجينا مورغان على موقع اللجنة الأولمبية الدولية (الإنجليزية)
- جورجينا مورغان على موقع أوليمبيديا (الإنجليزية)
- جورجينا مورغان على موقع اللجنة الأولمبية الأسترالية (الإنجليزية)